# بندر عباس

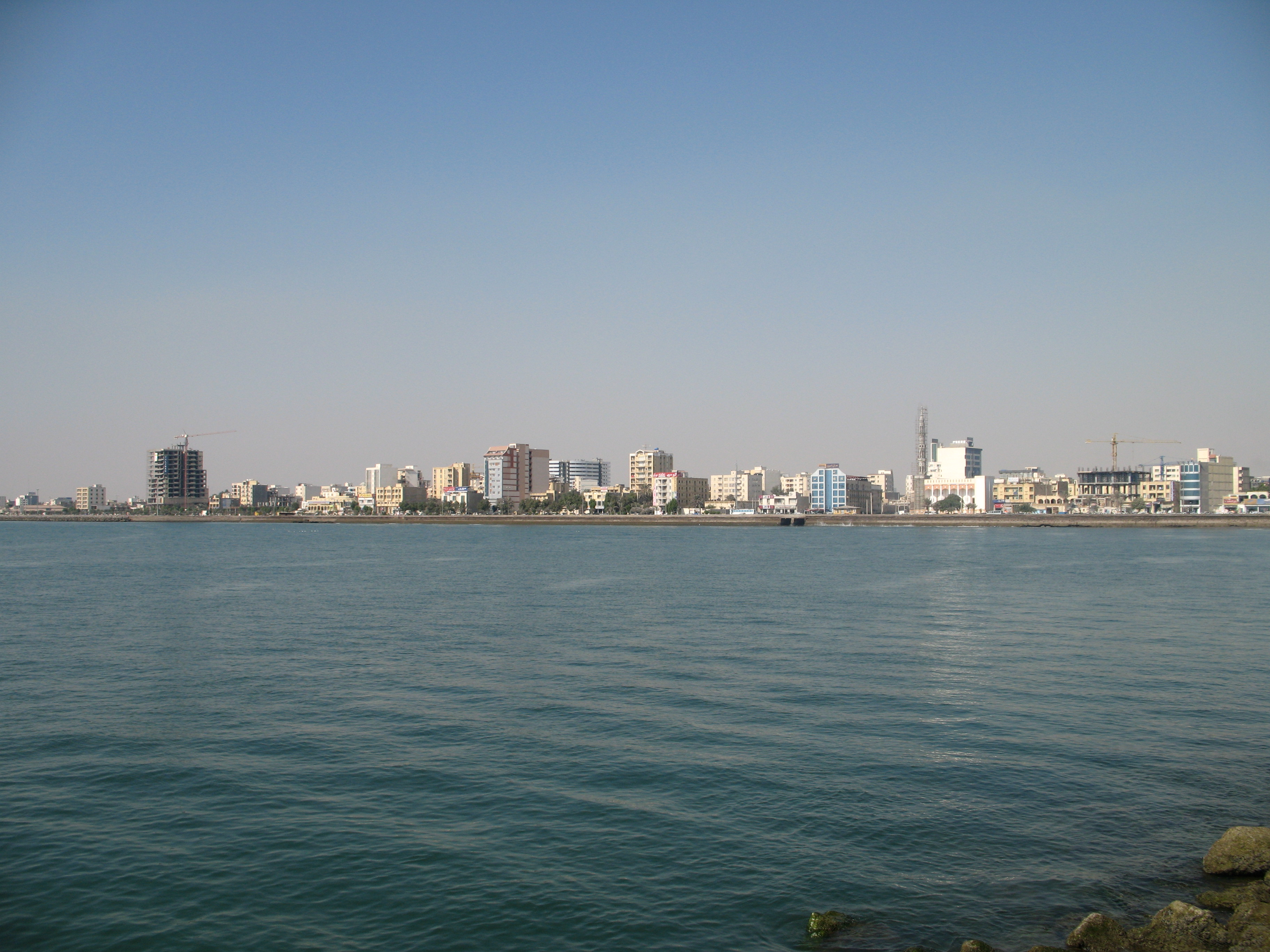
بندر عباس

بَندَر عَبَاس (بالفارسية: بندرعباس) أو ميناء جمبرون هي مدينة تقع في جنوب إيران في مقاطعة بندر عباس على الخليج العربي. وتبعد عن العاصمة طهران مسافة 1333 كيلومتر التي ترتبط بها بشبكة سكة حديد أنشئت في السبعينات، تعتبر بندر عباس عاصمة محافظة هرمزغان وأهم مدنها الاقتصادية ويقطن المدينة 526,599 نسمة، للمدينة موقع استراتيجي هام لكونها تطل على مضيق هرمز، تتالى على حكم المدينة التي كانت تسمى قديماً جمبرون عدة قوى مثل البرتغاليين والإنجليز والعمانيين التي كانت تحت ادارتهم حتى العام 1868، وقد كان عباس الأول هو من أسس المدينة.وبالقرب من المدينة مصفاة نفط .والمدينة ذات أغلبية مسلمة من المذهبين الشيعي والسني وتتكلم الفارسية بلهجة بندرية كما بها اقليات من العرب والهنود والافارقة.
مجمع ميناء الشهيد رجائي وميناء الشهيد باهنر باعتبارهما محور الاقتصاد الإيراني لنقل البضائع، فضلاً عن وجود العديد من المصانع الصناعية الكبيرة؛ لقد حولت بندر عباس إلى مدينة مهمة في مجال التجارة والصناعة في البلاد والمنطقة.

## التاريخ

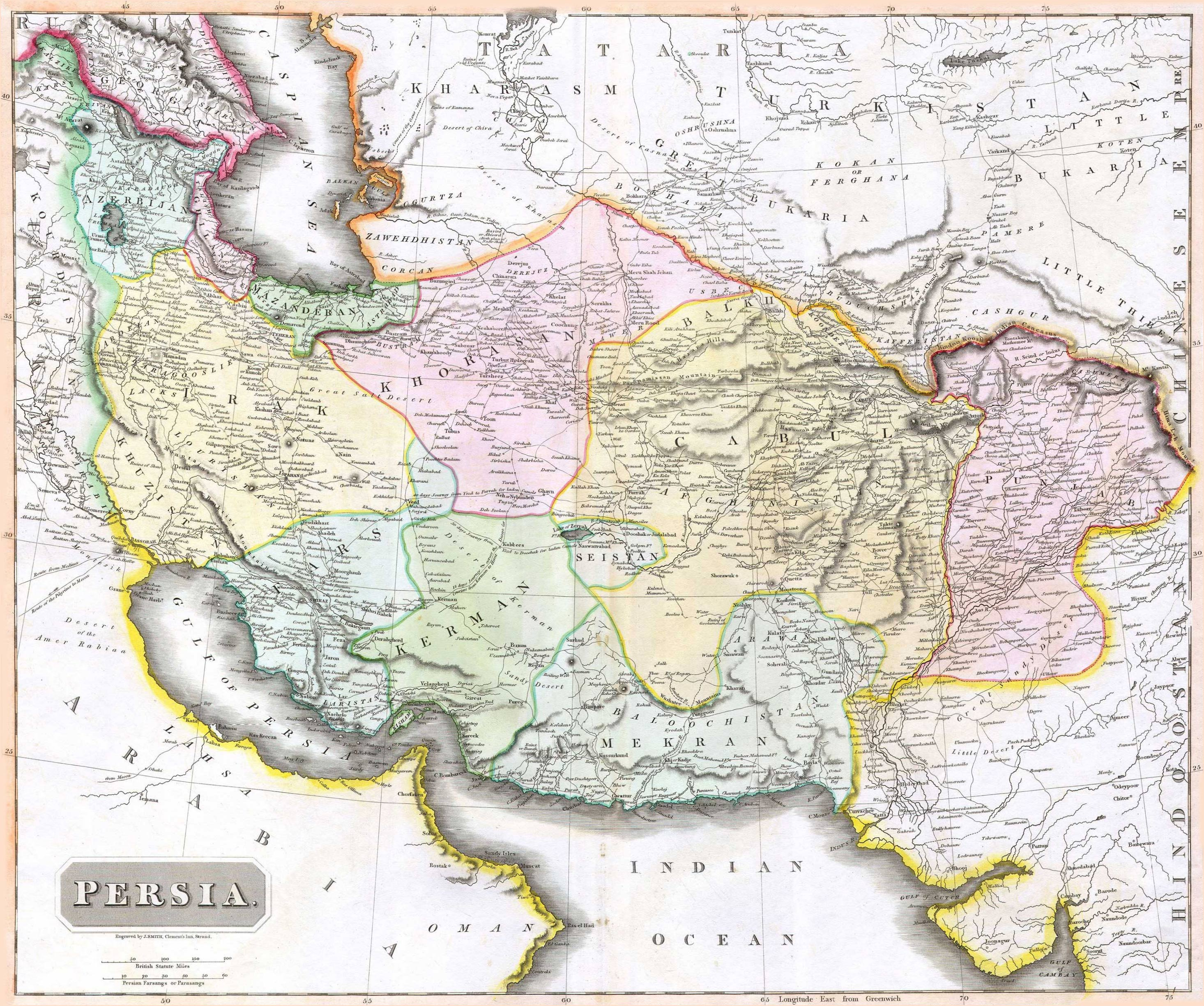
نظرة عامة على خريطة إيران في عام 1814. كانت بندر عباس وجزء كبير من هرمزجان جزءًا من محافظة كرمان الأكبر

### تاريخ ما قبل الإسلام
يعود أقدم سجل لبندر عباس إلى عهد داريوس الكبير (622-486 قبل الميلاد). سافر سيلاكوس، قائد داريوس، من بندر عباس إلى الهند والبحر الأحمر. وفي زمن هجوم الإسكندر الأكبر على الإمبراطورية الأخمينية، عُرفت بندر عباس باسم "هرمِيرزاد".

### الفترة البرتغالية
في القرن السادس عشر، عُرفت بندر عباس لدى الفرس باسم "غومبرون". وفي عام ١٥٦٥، أطلق عليها ملاح أوروبي اسم "بامدل غومبروك" (بمعنى "ميناء غومروك" أو "ميناء الجمارك")، متبنيًا هذا الاسم الفارسي. غزاها البرتغاليون عام 1514، وكانت مركزًا مهمًا لحماية تجارتهم في الخليج العربي والهند. وأطلقوا على المدينة اسم كومورو نظرًا لوفرة السرطانات على شواطئها.

## الجغرافيا

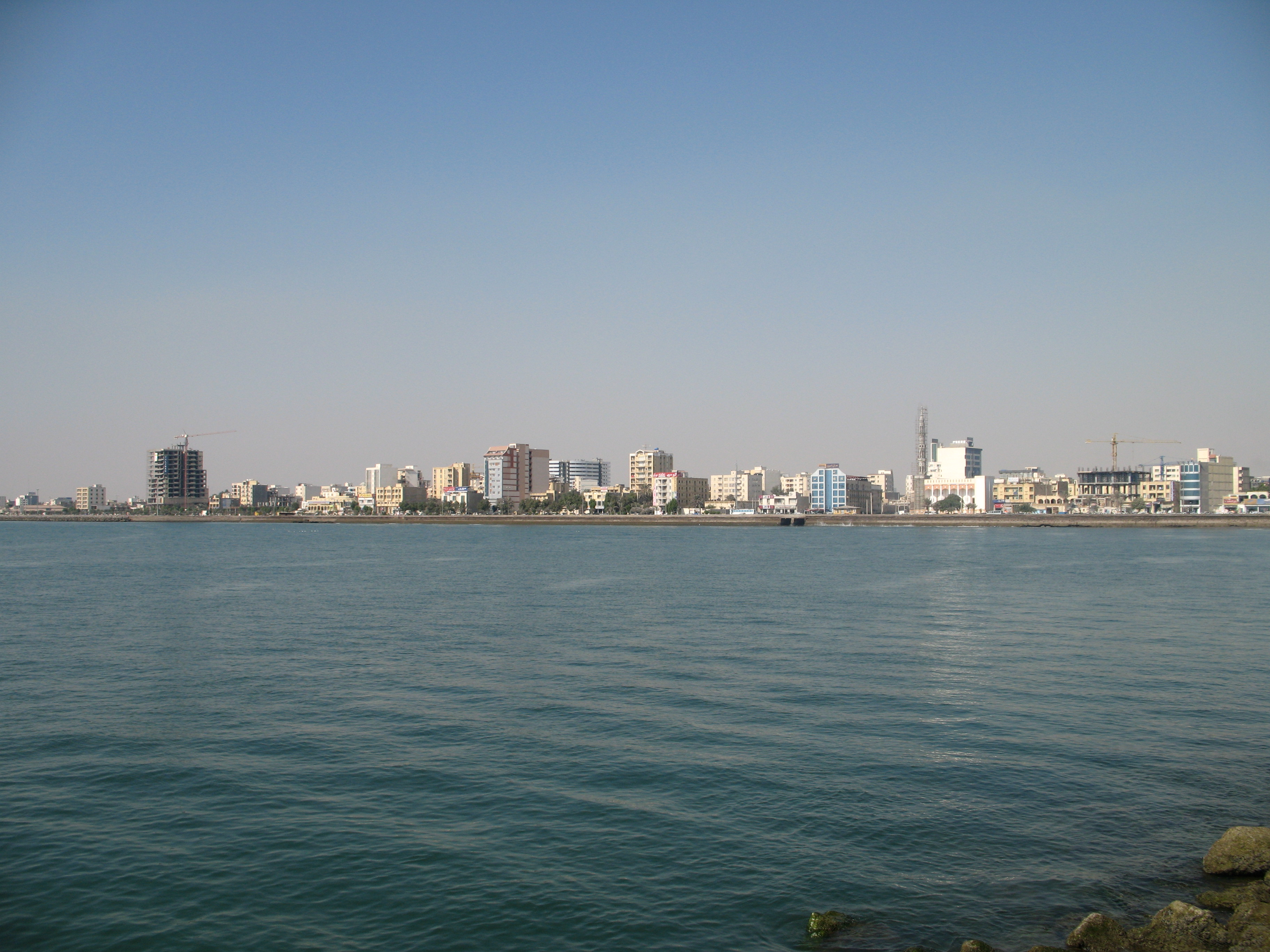
أفق مدينة بندر عباس في عام 2007

تقع مدينة بندر عباس جنوب محافظة هرمزغان، وتمتد من الشمال إلى المرتفعات والجبال، ومن الجنوب إلى البحر؛ لذا، ينحدر انحدارها العام من الشمال إلى الجنوب. يتميز جزء كبير ومهم من المدينة، بما في ذلك حي سورو في جنوب غرب المدينة وجنوب شارع الإمام الخميني، والحدود بين خور نيبند (شيلات) وخور غورسوزان، وجنوب حي نخل ناخودا، بسطح مستوٍ، ويتراوح ارتفاعه بين 0.6 متر و5 أمتار كحد أقصى فوق مستوى سطح البحر.
أقرب مدينة إلى بندر عباس هي قشم (مركز جزيرة قشم) على بعد حوالي 28 كم وتبعد بندر عباس عن طهران نحو 1281 كم.

### المناخ
تتمتع بندر عباس بمناخ صحراوي حار (تصنيف كوبن للمناخ BWh). تصل درجة الحرارة العظمى في الصيف إلى 49 درجة مئوية (120 درجة فهرنهايت)، بينما قد تنخفض في الشتاء إلى 5 درجات مئوية (41 درجة فهرنهايت). يبلغ معدل هطول الأمطار السنوي حوالي 170 مليمترًا (6.7 بوصة)، ويبلغ متوسط الرطوبة النسبية 65%.
| البيانات المناخية لـبندر عباس (1991-2020، سجلات 1957-2020 | البيانات المناخية لـبندر عباس (1991-2020، سجلات 1957-2020 | البيانات المناخية لـبندر عباس (1991-2020، سجلات 1957-2020 | البيانات المناخية لـبندر عباس (1991-2020، سجلات 1957-2020 | البيانات المناخية لـبندر عباس (1991-2020، سجلات 1957-2020 | البيانات المناخية لـبندر عباس (1991-2020، سجلات 1957-2020 | البيانات المناخية لـبندر عباس (1991-2020، سجلات 1957-2020 | البيانات المناخية لـبندر عباس (1991-2020، سجلات 1957-2020 | البيانات المناخية لـبندر عباس (1991-2020، سجلات 1957-2020 | البيانات المناخية لـبندر عباس (1991-2020، سجلات 1957-2020 | البيانات المناخية لـبندر عباس (1991-2020، سجلات 1957-2020 | البيانات المناخية لـبندر عباس (1991-2020، سجلات 1957-2020 | البيانات المناخية لـبندر عباس (1991-2020، سجلات 1957-2020 | البيانات المناخية لـبندر عباس (1991-2020، سجلات 1957-2020 |
| الشهر                                                     | يناير                                                     | فبراير                                                    | مارس                                                      | أبريل                                                     | مايو                                                      | يونيو                                                     | يوليو                                                     | أغسطس                                                     | سبتمبر                                                    | أكتوبر                                                    | نوفمبر                                                    | ديسمبر                                                    | المعدل السنوي                                             |
| --------------------------------------------------------- | --------------------------------------------------------- | --------------------------------------------------------- | --------------------------------------------------------- | --------------------------------------------------------- | --------------------------------------------------------- | --------------------------------------------------------- | --------------------------------------------------------- | --------------------------------------------------------- | --------------------------------------------------------- | --------------------------------------------------------- | --------------------------------------------------------- | --------------------------------------------------------- | --------------------------------------------------------- |
| الدرجة القصوى °م (°ف)                                     | 32.0 (89.6)                                               | 33.0 (91.4)                                               | 39.0 (102.2)                                              | 43.0 (109.4)                                              | 47.0 (116.6)                                              | 51.0 (123.8)                                              | 48.0 (118.4)                                              | 46.0 (114.8)                                              | 45.0 (113.0)                                              | 44.0 (111.2)                                              | 38.0 (100.4)                                              | 33.8 (92.8)                                               | 51.0 (123.8)                                              |
| متوسط درجة الحرارة الكبرى °م (°ف)                         | 23.4 (74.1)                                               | 24.9 (76.8)                                               | 27.8 (82.0)                                               | 32.6 (90.7)                                               | 37.1 (98.8)                                               | 38.9 (102.0)                                              | 38.4 (101.1)                                              | 37.7 (99.9)                                               | 36.9 (98.4)                                               | 35.0 (95.0)                                               | 30.2 (86.4)                                               | 25.9 (78.6)                                               | 32.4 (90.3)                                               |
| المتوسط اليومي °م (°ف)                                    | 17.5 (63.5)                                               | 19.5 (67.1)                                               | 22.5 (72.5)                                               | 27.0 (80.6)                                               | 31.3 (88.3)                                               | 33.7 (92.7)                                               | 34.3 (93.7)                                               | 33.8 (92.8)                                               | 32.2 (90.0)                                               | 29.1 (84.4)                                               | 23.8 (74.8)                                               | 19.3 (66.7)                                               | 27.0 (80.6)                                               |
| متوسط درجة الحرارة الصغرى °م (°ف)                         | 12.0 (53.6)                                               | 14.2 (57.6)                                               | 17.2 (63.0)                                               | 21.3 (70.3)                                               | 25.2 (77.4)                                               | 28.4 (83.1)                                               | 30.7 (87.3)                                               | 30.3 (86.5)                                               | 27.8 (82.0)                                               | 23.7 (74.7)                                               | 18.2 (64.8)                                               | 13.3 (55.9)                                               | 21.9 (71.4)                                               |
| أدنى درجة حرارة °م (°ف)                                   | 3.0 (37.4)                                                | 3.9 (39.0)                                                | 6.8 (44.2)                                                | 11.5 (52.7)                                               | 17.0 (62.6)                                               | 20.0 (68.0)                                               | 24.0 (75.2)                                               | 25.0 (77.0)                                               | 20.5 (68.9)                                               | 12.0 (53.6)                                               | 6.0 (42.8)                                                | 2.0 (35.6)                                                | 2.0 (35.6)                                                |
| الهطول مم (إنش)                                           | 47.2 (1.86)                                               | 31.1 (1.22)                                               | 43.8 (1.72)                                               | 5.5 (0.22)                                                | 0.2 (0.01)                                                | 0.5 (0.02)                                                | 1.2 (0.05)                                                | 0.4 (0.02)                                                | 0.3 (0.01)                                                | 6.4 (0.25)                                                | 7.6 (0.30)                                                | 25.7 (1.01)                                               | 169.9 (6.69)                                              |
| متوسط أيام هطول الأمطار (≥ 1.0 mm)                        | 3.2                                                       | 2.7                                                       | 3.2                                                       | 0.7                                                       | 0.1                                                       | 0.1                                                       | 0.1                                                       | 0.2                                                       | 0.0                                                       | 0.6                                                       | 0.7                                                       | 2.1                                                       | 13.7                                                      |
| متوسط الرطوبة النسبية (%)                                 | 65                                                        | 67                                                        | 67                                                        | 62                                                        | 58                                                        | 61                                                        | 67                                                        | 69                                                        | 67                                                        | 65                                                        | 61                                                        | 60                                                        | 64.1                                                      |
| ساعات سطوع الشمس الشهرية                                  | 228                                                       | 211                                                       | 231                                                       | 264                                                       | 315                                                       | 304                                                       | 277                                                       | 277                                                       | 268                                                       | 282                                                       | 250                                                       | 237                                                       | 3٬144                                                     |
| المصدر #1: المراكز الوطنية للمعلومات البيئية              |                                                           |                                                           |                                                           |                                                           |                                                           |                                                           |                                                           |                                                           |                                                           |                                                           |                                                           |                                                           |                                                           |
| المصدر #2: IRIMO (records)                                |                                                           |                                                           |                                                           |                                                           |                                                           |                                                           |                                                           |                                                           |                                                           |                                                           |                                                           |                                                           |                                                           |

## النقل والمواصلات

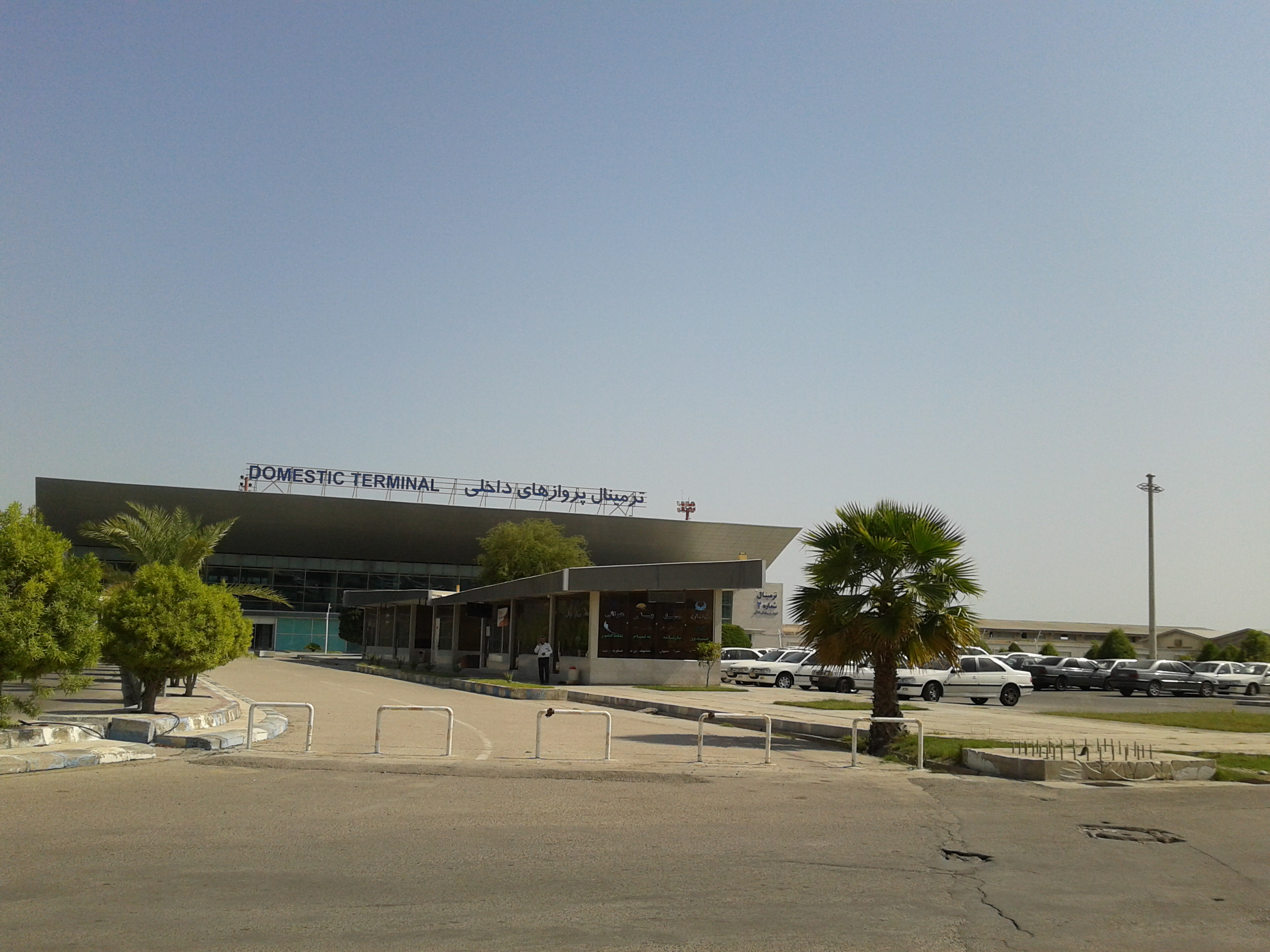
مطار بندر عباس الدولي – 2019

يتمتع مطار بندر عباس الدولي بالقدرة والمرافق اللازمة لهبوط طائرات النقل الكبيرة.

### الطرق
يمكن الوصول إلى بندر عباس عبر الطرق السريعة التالية:
- بندر عباس - شيراز، 650 كيلومترًا (400 ميلًا) إلى الشمال الغربي.
- بندر عباس – سيرجان، 300 كيلومتر (190 ميل) إلى الشمال.
- بندر عباس- كرمان ، 484 كيلومترًا (301 ميلًا) إلى الشمال.
- بندر عباس- زاهدان، 722 كيلومترًا (449 ميلًا) إلى الشرق.

## اقرأ أيضًا
- بستك
- بوشهر
- تاريخ إيران
- إيران للطيران الرحلة 655
- ناحية كوخرد
- زار

## الهوامش
1. ↑  "مهدی نوبانی شهردار بندرعباس شد". وكالة مهر للأنباء. 2 أكتوبر 2021. مؤرشف من الأصل في 2021-10-03. اطلع عليه بتاريخ 2025-04-26.
2. 1 2  GeoNames (بالإنجليزية), 2005, QID:Q830106
3. ↑  "تعداد جمهورية إيران الإسلامية، ١٣٩٥ (٢٠١٦): محافظة هرمزغان". amar.org.ir مركز إيران الإحصائي. مؤرشف من الأصل في 2022-05-05. اطلع عليه بتاريخ 2025-04-26.
4. 1 2  "جمعیت به تفکیک تقسیمات کشوری" (بالفارسية). اطلع عليه بتاريخ 2023-10-29.
5. ↑  "Coastal Attractions of Bandar Abbas: Beaches, Activities & More!" (بالإنجليزية الأمريكية). Archived from the original on 2024-10-15. Retrieved 2025-02-19.
6. ↑  السعدون (2012)
7. ↑  "اداره‌ کل میراث فرهنگی، صنایع دستی و گردشگری هرمزگان". hchto.ir. مؤرشف من الأصل في 2025-05-15. اطلع عليه بتاريخ 2025-04-26.
8. ↑  "salamiran.org". www.salamiran.org. مؤرشف من الأصل في 2022-04-03. اطلع عليه بتاريخ 2025-06-26.
9. ↑  www.sirang.com، Sirang Rasaneh. "Bandar Abbas city, Hormozgan - ITTO". itto.org | Iran Tourism & Touring. مؤرشف من الأصل في 2025-06-10. اطلع عليه بتاريخ 2025-06-26.
10. ↑  "موقعیت جزیره قشم". qeshm.ir. مؤرشف من الأصل في 2025-05-15. اطلع عليه بتاريخ 2025-06-26.
11. ↑  میزان، خبرگزاری (۱۳۹۸/۰۱/۰۴ - ۱۰:۳۰). "چقدر زمان می‌برد تا از تهران به بندرعبارس برویم؟ +نقشه راه‌ها". fa (بالفارسية). مؤرشف من الأصل في 2025-05-15. اطلع عليه بتاريخ 2025-06-26. {{استشهاد ويب}}: تحقق من التاريخ في: |تاريخ= (مساعدة)
12. ↑  "World Meteorological Organization Climate Normals for 1991-2020: Bandar Abbas". ncei.noaa.gov. NOAA. مؤرشف من الأصل (CSV) في 2024-12-26. اطلع عليه بتاريخ 2025-04-27.
13. ↑  "Bandar Abbas 1961–1990". الإدارة الوطنية للمحيطات والغلاف الجوي. اطلع عليه بتاريخ 2025-04-27.
14. ↑  "40875: Bandarabbass (Iran)". ogimet.com. OGIMET. 11 يناير 2021. مؤرشف من الأصل في 2024-12-06. اطلع عليه بتاريخ 2025-04-26.